# Artemis III
Artemis III (dříve označována jako Exploration Mission-3, EM-3) je plánovaný třetí let rakety Space Launch System (SLS) a zároveň druhý pilotovaný let lodi Orion. Start se podle současných plánů uskuteční nejdříve v polovině roku 2027. Cílem mise je uskutečnit první přistání lidí na Měsíci od prosince 1972, kdy z Měsíce odletěla posádka lodi Apollo 17.

## Plán a cíle mise

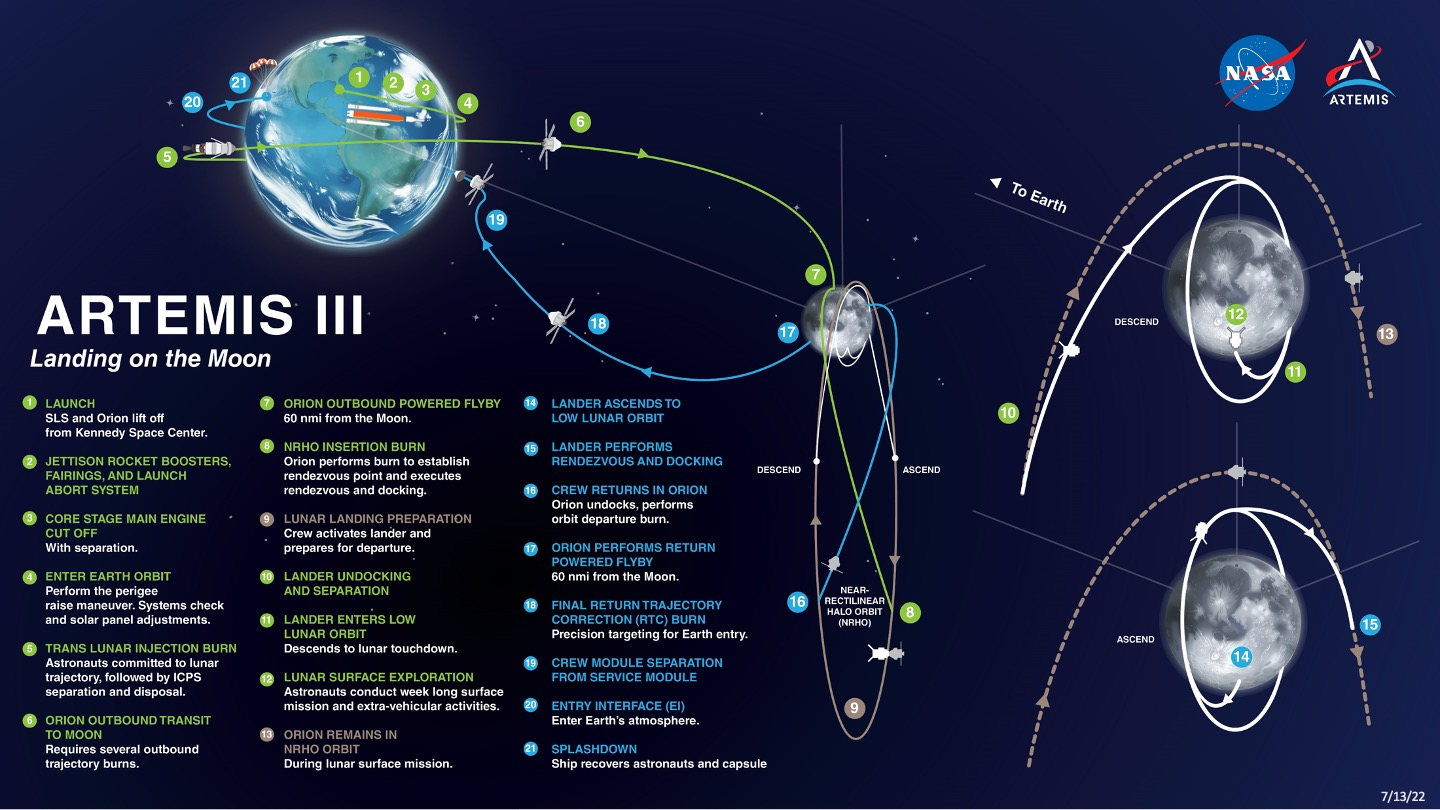
Plánovaná trajektorie lodi Orion na misi Artemis III.

Cílem mise je přistání dvou astronautů v oblasti lunárního jižního pólu. Jejich pobyt zde by měl trvat přibližně jeden týden, přičemž jedním z účastníků bude žena. Ta se tak stane historicky první astronautkou na povrchu Měsíce. Další dva astronauti budou mezitím pobývat na oběžné dráze kolem Měsíce v kosmické lodi Orion.
Astronauty by na povrch měla dopravit upravené verze kosmické lodi Starship s označením HLS (Human Landing System, Systém pro přistání člověka). Během pobytu na Měsíci by astronauti měli až čtyřikrát vystoupit na jeho povrch a provádět tam různá vědecká pozorování včetně odběru vzorků vodního ledu. Používat k tomu budou také vybavení, které bude na Měsíc dopraveno ještě před jejich příletem, mimo jiné lunární vozítko, které bude možné ovládat i dálkově. Astronauti tak budou schopni prozkoumat některé z trvale zastíněných oblastí na měsíčním povrchu nacházejících se ve vzdálenosti několika kilometrů od předpokládaného místa přistání.
Po návratu astronautů z povrchu se kompletní posádka v lodi Orion vydá zpět k Zemi a přistane již vyzkoušeným způsobem do vod Tichého oceánu. Celý její let potrvá zhruba měsíc.

### Výběr lokality pro přistání
Základní seznam 13 lokalit vhodných pro přistání NASA představila 19. srpna 2022. Všechny se nacházely v blízkosti měsíčního jižního pólu, ve vzdálenosti do šesti stupňů zeměpisné šířky. Agentura všechny označila jako vhodné pro vědeckou komunitu a technologickou komunitu, některé dokonce jako již dlouho diskutované. V každé oblasti také identifikovala – a přislíbila v dalším období vyhodnotit – nejméně 10 konkrétních míst přistání. Při výběru oblastí NASA pracovala s přísně logistickými kritérii, např. jak je místo osvětleno, jak snadno může tým astronautů komunikovat se Zemí z místa přistání a v okolním terénu. Agentura dále připomněla omezenou přístupnost jednotlivých oblastí – žádná z nich není přístupná trvale, takže datum startu mise předurčí menší počet oblastí, kde bude v danou chvíli možné přistát.
Jižní pól je lákavou destinací, protože dřívější orbitální pozorování ukázala přítomnost zmrzlé vody v trvale zastíněných oblastech, zejména na dnech kráterů. Vědci doufají, že studium vody a dalších sloučeniny, které se snadno vypařují, prohloubí jejich znalosti o historii Měsíce a jeho vztahu k Zemi. Přítomnost ledu také může být výhodná pro budoucí přítomnost lidi na Měsíci nebo pro výrobu raketového paliva.

## Příprava mise
NASA ve zprávě pro administrativu prezidenta Donalda Trumpa počátkem dubna 2020 pracovala s variantou přistání na Měsíci v roce 2024. V témže roce vybrala tři soukromé společnosti (SpaceX, Dynetics a Blue Origin), aby navrhly způsob dopravy astronautů z oběžné dráhy na povrch Měsíce. V dubnu 2021 pak oznámila, že zakázku za 2,9 miliardy dolarů přidělila společnosti SpaceX. Obě neúspěšné společnosti ještě v témže měsíci rozhodnutí NASA napadly u kontrolního úřadu federální vlády GAO (U.S. Government Accountability Office), který však závěry NASA koncem července 2021 potvrdil. Blue Origin podnikla ještě druhý pokus a v polovině srpna 2021 podala na NASA soudní žalobu, kvůli níž byla spolupráce podle smlouvy mezi NASA a SpaceX pozastavena do 1. listopadu 2021. Soud pro federální nároky (U.S. Court of Federal Claims) 4. listopadu 2021 žalobě nevyhověl a aktivity podle smlouvy se znovu rozběhly. NASA ovšem v květnu 2023 Blue Origin vybrala jako druhého poskytovatele technologie pro měsíční přistání s posádkou a zavázala ho k vývoji a ověření jejího přistávacího modulu Blue Moon při misi Artemis V nejdříve v roce 2029, a to za celkem 3,4 miliardy dolarů.
Poté, co se v listopadu a prosinci 2022 po opakovaných odkladech uskutečnil let Artemis I jako první krok celého programu Artemis, se v dlouhodobých plánech počítalo se startem třetí mise před koncem roku 2025, po letu Artemis II plánovaném na rok 2024. V srpnu 2023 však představitelé NASA připustili, že jsou kvůli zpoždění ve vývoji lodi Starship a jejího nosiče Super Heavy otevřeni k možnosti letu Artemis III bez přistání s posádkou. Astronauti by se tak omezili na pobyt na vesmírné stanici Gateway na oběžné dráze Měsíce.
NASA počátkem roku 2024 oznámila odklad obou nadcházejících letů kvůli třem zásadním technickým problémům spojeným s erozí materiálu na tepelném štítu lodi Orion během návratu na Artemis I, s odhalenými poruchami v obvodech ovládajících ventily lodi Orion a se systémem přerušení startu Orionu. Všechny tři záležitosti si vyžádaly dodatečný čas na podrobnou analýzu příčin a nalezení řešení a v konečném důsledku si vynutily odklad plánovaného startu mise Artemis II nejdříve na září 2025 a Artemis III nejdříve na září 2026.
Končící šéf NASA Bill Nelson počátkem prosince 2024 oznámil další odklad odůvodněný technickými důvody týkajícími se zejména předchozí mise Artemis II – její start byl odložen nejdříve na duben 2026 a start třetí mise na polovinu roku 2027. Více času přitom přijde vhod jak společnosti SpaceX, která má za úkol vyrobit přistávací modul Starship HLS, s nímž je zatím stále v etapě příprav před zahájením testování, tak i společnosti Axiom, která má pro misi dodat skafandry.

## Posádka
Mise se zúčastní čtyři astronauti. Členové základní ani náhradní posádky dosud nebyli jmenováni. 